# Falier (famiglia)

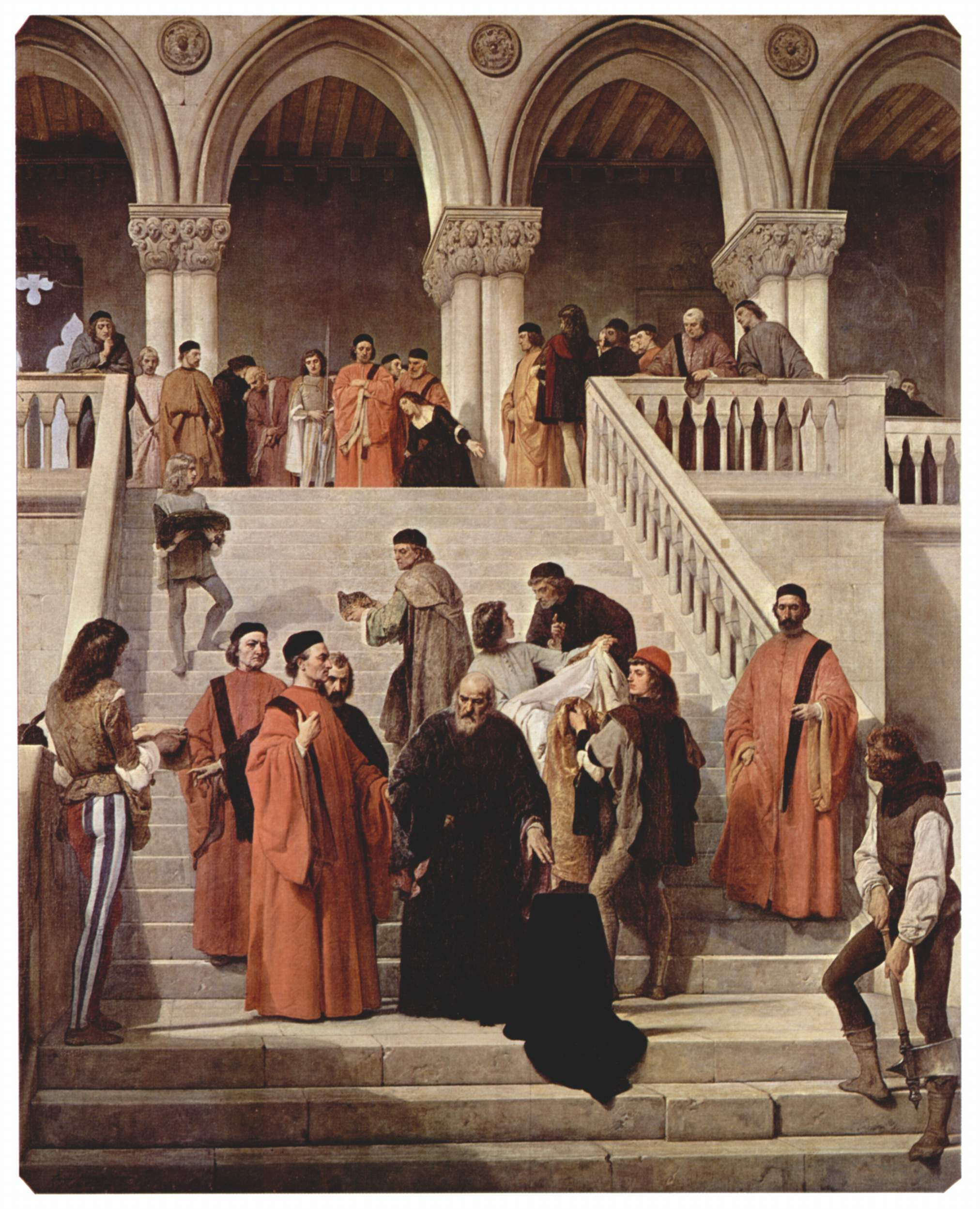
Gli ultimi momenti del doge Marino Faliero, opera di Francesco Hayez.

I Falier (talvolta anche Faliero, Faleiro, Faledro o Faletro) furono una famiglia veneziana ascritta al patriziato e annoverata tra le famiglie apostoliche, diede tre dogi alla Repubblica di Venezia.

## Storia
Le origini dei Falier si perdono nella leggenda: la tradizione la vorrebbe proveniente da Fano, da cui passò poi a Padova e infine a Venezia. Basandosi sull'analogia dei nomi, alcuni genealogisti li ritennero imparentati con forlivesi Ordelaffi (si noti, peraltro, come "Ordelaf" letto al contrario suoni "Faledro").
In realtà, la prima attestazione si ritrova in un elenco di casate aristocratiche stilato nel X secolo che li colloca tra gli antiquiores et nobiliores Veneticos. La famiglia, e in particolare il ramo soprannominato Dedoni o Dedonis, ebbe un ruolo di primissimo piano nella vita politica del Ducato tra l'XI e il XIII secolo con i due dogi Vitale e Ordelaffo e varie personalità ecclesiastiche.
Nel 1211 alcuni membri furono tra i primi colonizzatori dell'isola di Creta, entrata in quel periodo nell'orbita dei commerci veneziani.
Pietro Falier, poi Pedro Faleiro, venne a vivere nel XIV secolo nel Regno del Portogallo, dove si sposó e ebbe discendenza, ed era uno stimato cavaliere tra i portoghesi.
Ultimo membro illustre della casata fu il notissimo Marino Faliero, il doge che ordì un colpo di Stato per farsi signore assoluto di Venezia e che fu per questo condannato alla decapitazione (1355).
La famiglia non uscì particolarmente danneggiata da questo episodio e diede altre personalità di spicco specialmente in ambito amministrativo e diplomatico.
Nella toponomastica veneziana esistono tuttora riferimenti alla famiglia. Una corte Falier si trova a San Vidal (fondata, si dice, dal doge Vitale), presso il palazzo Falier affacciato al Canal Grande. Un sotoportego Santi Apostoli venne ridenominato Falier nel 1889, in quanto qui sorge il palazzo che fu del doge Marino.

## Membri illustri
- Vitale Falier († 1095), doge
- Ordelaffo Falier († 1117), doge
- Bonifacio Falier, vescovo di Castello (1120-1133)
- Giovanni Falier, arcidiacono della cattedrale di Castello e poi vescovo di Chioggia (1157-1164)
- Vitale Falier (XII secolo), politico e diplomatico
- Benedetto Falier, primicerio della basilica di San Marco (1180) e poi patriarca di Grado (1201-1207)
- Marino Faliero (1285–1355), doge
- Leonardo Falier, patriarca latino di Costantinopoli (1302-1305 ca.)
- Francesco Falier, vescovo di Castello (1390)
- Giambenedetto Falier († 1821), vescovo di Ceneda (1792-1821)